# 2S1 Gvozdika
El 2S1 «Gvozdika» (en ruso: 2С1 «Гвоздика») es un cañón autopropulsado soviético que se parece al PT-76 pero es esencialmente una versión del MT-LBu. La designación "2S1" es una designación del índice del sistema GRAU de designación para esta clase de armas. El 2S1 es totalmente anfibio tan solo requiere una pequeña preparación, y una vez está a flote se desplaza mediante sus orugas. Una gran variedad de orugas están disponibles para operar en la nieve o el hielo. Tiene miras telescópicas infrarrojas y nocturnas.